# Collège Henri-IV de La Flèche
Le collège Henri-IV était une institution d'enseignement jésuite sise à La Flèche, dans le département de la Sarthe, en France. Fondé en 1603 par Henri IV, peu après le rappel en France par le roi de la Compagnie de Jésus, le collège prospère et atteint rapidement plus de 1 000 élèves qui suivent le programme d'études défini dans le Ratio Studiorum. Certains d'entre eux deviendront célèbres, tel les philosophes René Descartes et David Hume. Le collège est le premier internat ouvert par les jésuites.
Après l'expulsion des Jésuites de France, en 1762, diverses institutions se succèdent au sein des bâtiments du collège. Napoléon Ier décide finalement d'y installer le Prytanée national militaire en 1808, devenu depuis l'un des six lycées de la défense français.

## Histoire

### Le«Château-Neuf»de Françoise d'Alençon

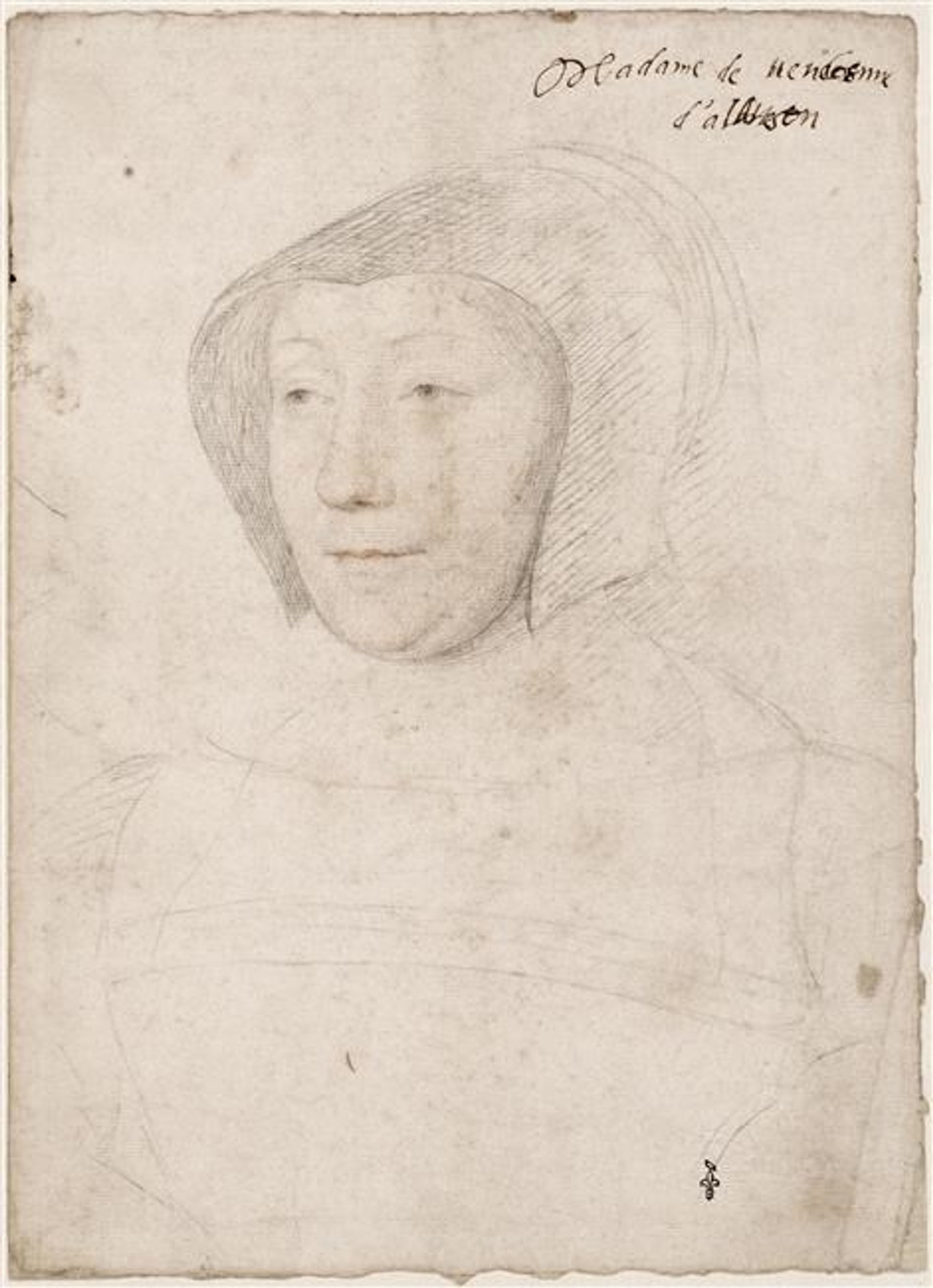
Françoise d'Alençon, duchesse de Vendôme

Depuis le XVe siècle, la seigneurie angevine de La Flèche, est une propriété de la maison d'Alençon. Devenue veuve en 1537, Françoise d'Alençon décide de se retirer en sa seigneurie de La Flèche, qu'elle avait reçue en douaire de son mari Charles de Bourbon. Ne pouvant loger dans le vieux château féodal de la ville, actuel château des Carmes, jugé trop vétuste et sans confort, elle décide la construction d'une nouvelle demeure, le « Château-Neuf ». Situé en dehors des remparts de la ville, à l'emplacement actuel du Prytanée militaire, le château est édifié selon les plans de l'architecte Jean Delespine entre 1539 et 1541,.
À la mort de la duchesse de Vendôme, son fils Antoine de Bourbon, hérite de ses possessions. Antoine de Bourbon et sa femme Jeanne d'Albret, héritière du royaume de Navarre, séjournent à plusieurs reprises dans leur Château-Neuf de La Flèche, en compagnie de leur fils, le futur roi Henri IV.

### Rappel des Jésuites et fondation du collège de La Flèche

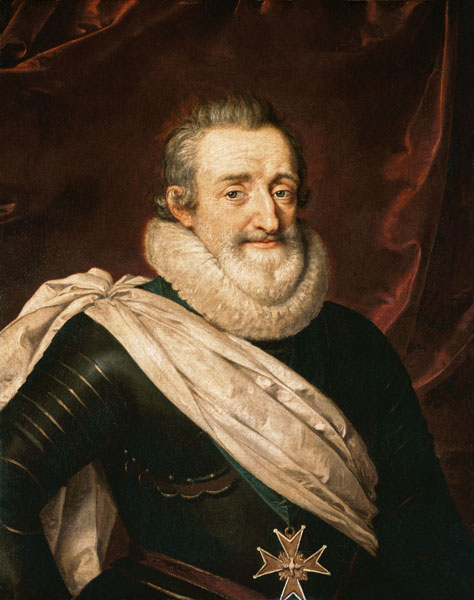
Henri IV, fondateur du collège de La Flèche.

Entré au service d'Henri IV en 1580 en qualité de portemanteau, le fléchois Guillaume Fouquet de La Varenne montre très vite ses qualités de soldat et de diplomate. Il devient l'un des plus fidèles conseillers du roi, qui lui attribue de nombreuses charges, comme celle de gouverneur de La Flèche et de contrôleur général des Postes. Après avoir doté la ville d'un grenier à sel et d'un présidial, Fouquet de la Varenne souhaite y fonder un collège, projet auquel le roi Henri IV se montre favorable, sans toutefois en accélérer la fondation.
En 1603, pendant le voyage d'Henri IV à Metz, Fouquet de la Varenne lui présente les pères Jésuites de Verdun, désireux de solliciter auprès du roi leur rappel. Le 3 septembre 1603, par des lettres patentes envoyées de Rouen, Henri IV autorise le retour en France des Jésuites, qui avaient été bannis par le parlement de Paris en 1594 après l'attentat manqué contre le roi par l'un de leurs anciens élèves, Jean Châtel. Le roi accorde aux Jésuites d'occuper à nouveau les lieux dans lesquels ils étaient établis avant leur départ, ainsi que de s'établir dans d'autres villes pour y fonder des collèges, « et particulièrement de se loger en notre maison de La Flèche en Anjou ». Sans attendre la vérification de l'édit par le Parlement, Henri IV charge le père Pierre Coton de prendre les mesures nécessaires à l'ouverture du collège de La Flèche dans les plus brefs délais. Le roi avait pour projet non seulement d'y établir un collège, mais de créer une véritable université à laquelle serait annexée un noviciat. Suivant les remarques du père Claudio Acquaviva, supérieur général des Jésuites, l'enseignement du droit et de la médecine sont finalement retirés, de même que l'érection du noviciat car un établissement de ce type existait déjà au sein du collège jésuite de Rouen.
Les premiers pères Jésuites, conduits par Pierre Barny, nommé recteur du collège, arrivent à La Flèche au début du mois de novembre 1603. Le château n'étant pas encore aménagé pour les recevoir, les Jésuites logent dans un premier temps dans la maison de Fouquet de la Varenne. Les cours, donnés par trois professeurs venus du collège de Pont-à-Mousson, commencent dès les premiers jours de janvier 1604. Dès la première année, le collège obtient un certain succès et compte près d'un millier d'élèves. Ses effectifs ne cessent d'augmenter dans les années qui suivent, pour atteindre un maximum de 1 800 élèves en 1626.
En mai 1607, Henri IV signe l'édit de Fontainebleau qui marque la création du collège de La Flèche. Par cet édit, le roi fixe le programme d'enseignement de l'établissement, dont il veut faire un « séminaire général et universel ». Il fait ainsi don de son « Château-Neuf » aux Jésuites et leur accorde 300 000 livres pour la construction de l'établissement, ainsi qu'un revenu annuel de 20 000 livres, tiré des revenus de plusieurs abbayes ou prieurés voisins de La Flèche, comme celui de Luché. Le roi promet également de faire bâtir l'église du collège et d'y léguer son cœur après sa mort, ainsi que celui de la reine Marie de Médicis.

### Travaux de construction et mort d'Henri IV

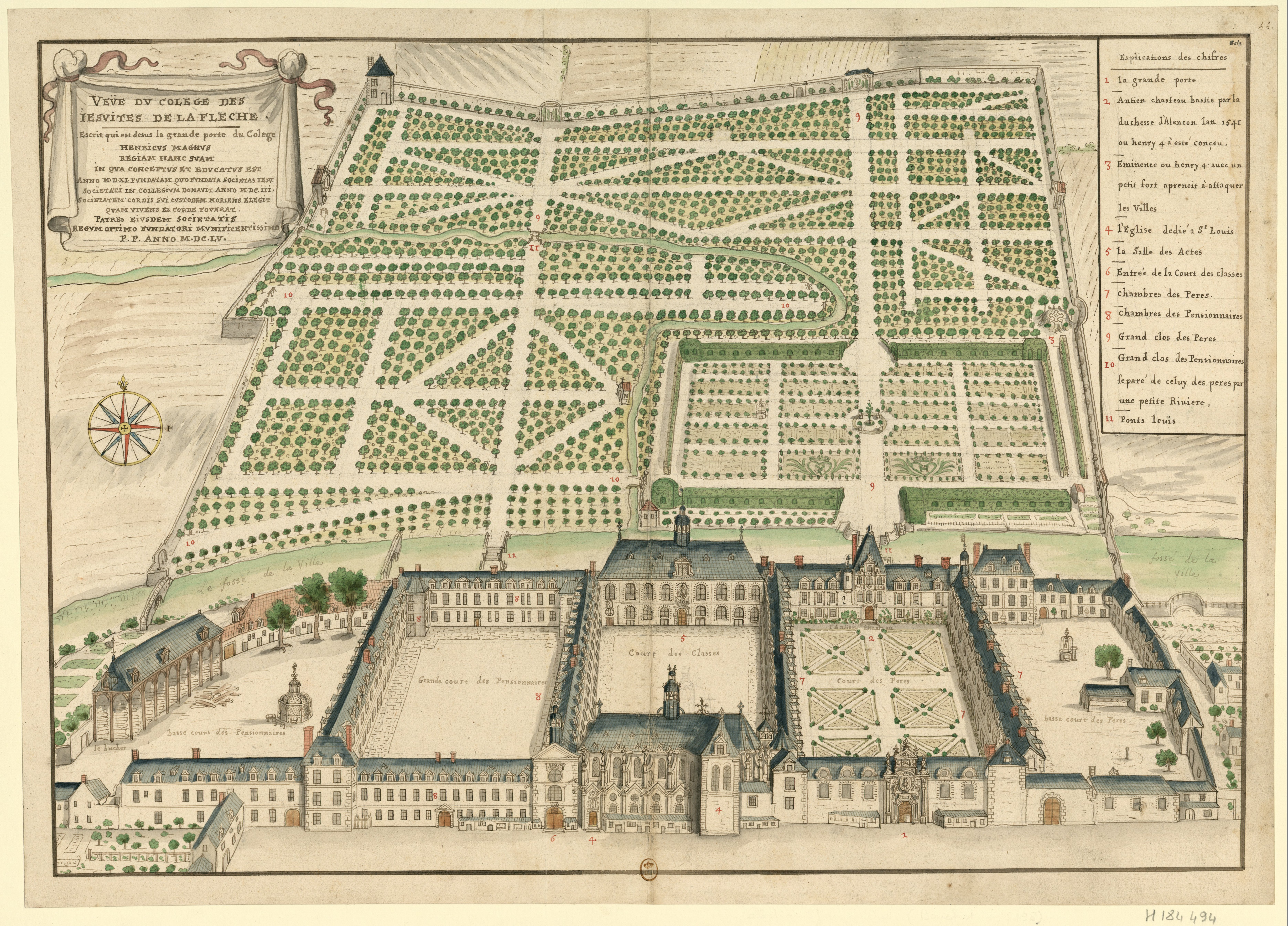
Le collège de La Flèche en 1695.

Les plans du collège sont établis dès l'arrivée des premiers Jésuites, au cours de l'année 1604. Henri IV souhaite en confier la responsabilité au frère Étienne Martellange, mais le provincial de Lyon, dont dépend l'architecte, s'oppose à cette collaboration. Les plans sont alors établis par l'architecte du roi, Louis Métezeau. L'adjudication des travaux est remportée en août 1606 par Jacques le Féron de Longuemézière et la construction débute l'année suivante. La première pierre de l'église est posée dans la crypte le 18 juin 1607 au nom du roi par Jean de Beaumanoir, maréchal de Lavardin, et bénie par le curé de l'église Saint-Thomas de La Flèche,.
La construction du collège suit un plan en grille qui délimite cinq cours en enfilade, symbolisant les différentes fonctions de l'établissement. Au centre, la « cour des classes » est délimitée par la chapelle et la « salle des actes », dont les toits en croupe, qui s'élèvent nettement au-dessus de la masse du reste de l'édifice, marquent l'importance. À l'est, la « cour des pères », ou « cour royale », s'ouvre devant le Château-Neuf où sont logés les religieux, tandis qu'à l'ouest, la « cour des pensionnaires » est destinée aux logements des élèves internes. À chaque extrémité, les « basse-cour des pères » et « basse-cour des pensionnaires » sont réservées aux fonctions domestiques du collège. L'édifice dépassant largement l'emprise initiale du Château-Neuf, les Jésuites font peu à peu l'acquisition des maisons alentour pour mener à bien ces travaux de construction.
Au lendemain de l'assassinat d'Henri IV, Guillaume Fouquet de La Varenne rappelle à la reine Marie de Médicis la promesse qu'avait faite le roi de léguer son cœur au collège. Le cœur du défunt est alors confié aux Jésuites et apporté à La Flèche, où le cortège fait son entrée au matin du 4 juin 1610, commandé par le duc de Montbazon. Une cérémonie est donnée en l'église Saint-Thomas avant que le cœur soit transféré vers le collège.

### Le collège duXVIIesiècleauXVIIIesiècle

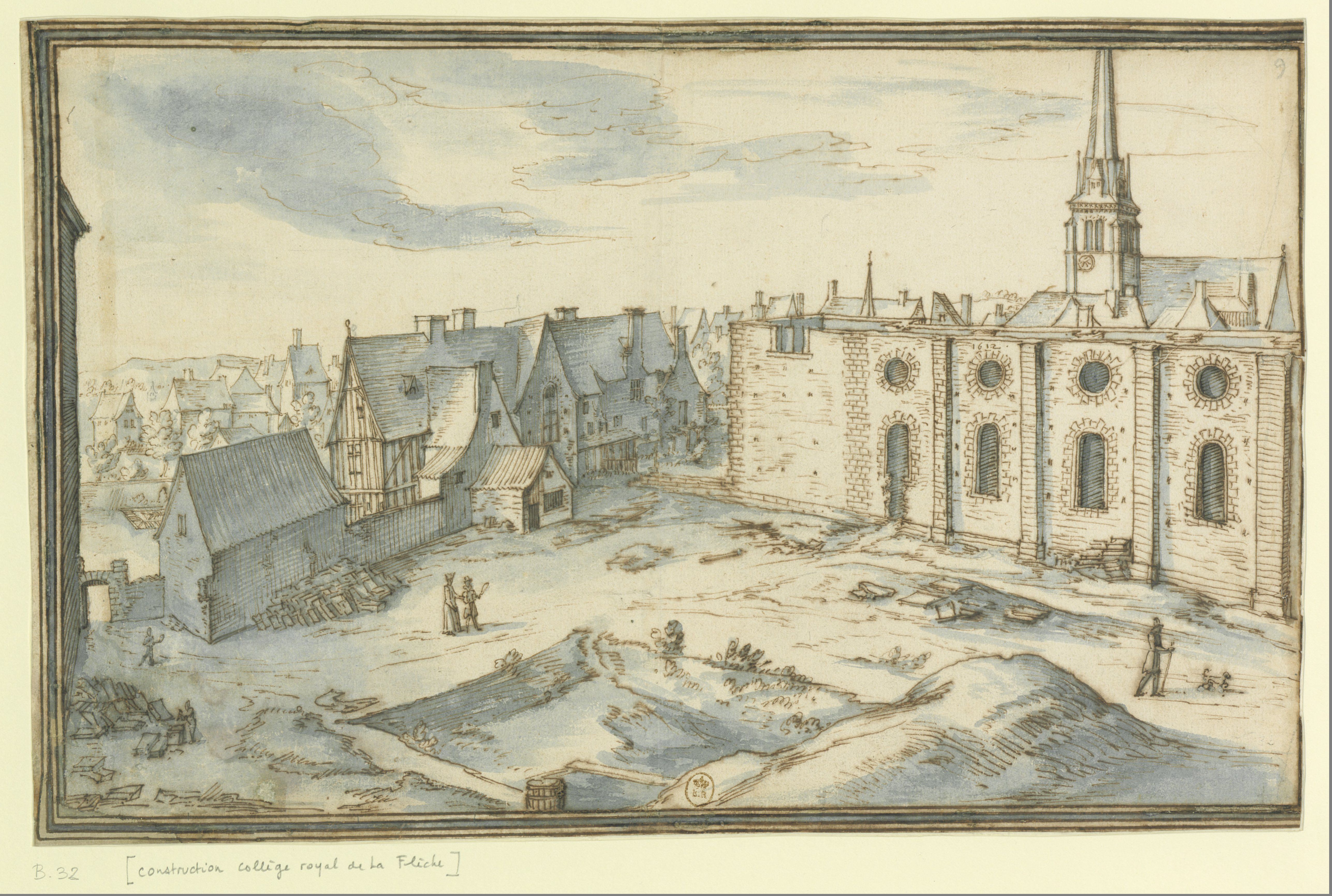
Dessin d'Étienne Martellange, présentant l'avancement des travaux de la chapelle Saint-Louis du collège en 1612.

En 1611, l'entrepreneur Jacques le Féron de Longuemézière fait faillite, puis est déchargé des travaux et le chantier de construction est mis en sommeil. L'année suivante, le père Étienne Martellange est envoyé à La Flèche par Marie de Médicis. À son arrivée, il rédige un manuscrit intitulé « Mémoires de quelques fautes plus remarquables faites aux bâtiments du collège royal de La Flèche », dans lequel il dresse un certain nombre de critiques à l'égard des travaux déjà réalisés. Martellange séjourne durant une année à La Flèche, puis revient en 1614 afin de veiller à l'achèvement des travaux de l'église, dont les dépenses sont acquittées sur le trésor royal. La construction étant déjà bien avancée, Martellange ne peut y apporter que des modifications partielles.
En 1616, Guillaume Fouquet de la Varenne meurt. Il est alors inhumé dans la chapelle, au-dessous du cœur d'Henri IV, conformément à son souhait.
Le gros œuvre de la chapelle Saint-Louis, le corps de la « salle des actes » et l'aile est de la « cour des classes » sont les premiers bâtiments achevés en 1621. L'aménagement de la « cour des pères » commence en 1629 par la démolition des communs du « Château-Neuf », et se termine en 1653 avec l'érection du corps sud de la cour, ouvert sur la ville par le « portail royal ». Dans la chapelle, ouverte au culte en 1622 à l'occasion de la canonisation de saint Ignace et saint François Xavier, puis consacrée en 1637 sous le nom de Saint-Louis par l'évêque d'Angers, les travaux se poursuivent avec l'exécution du retable du maître-autel par le lavallois Pierre Corbineau entre 1633 et 1636, puis l'aménagement de la tribune d'orgues entre 1637 et 1640.
Les relations entre les Jésuites et les seigneurs de La Flèche se tendent à plusieurs reprises au cours du XVIIe siècle. À partir de 1630, un conflit oppose les pères à René, deuxième marquis de la Varenne en raison du droit réclamé par René de pêcher dans les douves du Collège et de son refus de payer aux Jésuites les 12 000 livres que son père Guillaume leur avait laissées par testament. Devant l'intransigeance des Jésuites, René et ses gentilshommes prennent les armes, ce qui entraîne la fermeture du Collège pendant plusieurs jours. Après quatre années d'affrontement judiciaire, le conflit est réglé par le paiement d'une somme de mille écus de la part des Jésuites envers le marquis, mettant ainsi fin à un épisode qui avait pris le nom de « guerre des grenouilles ».
Le 12 avril 1643, conformément au souhait d'Henri IV, le cœur de Marie de Médicis est transféré à La Flèche et rejoint celui de son ancien époux dans l'église Saint-Louis. En 1648, deux niches sont creusées de chaque côté du chœur, dans la partie haute des bras du transept, afin d'y accueillir les cénotaphes contenant les cœurs royaux.
Le nombre d'élèves baisse peu à peu à partir de la fin du XVIIe siècle et le collège ne compte plus que 550 élèves en 1761, en raison de la multiplication du nombre d'écoles dans la région.

### Après le départ des Jésuites: de l'école des Cadets au Prytanée militaire

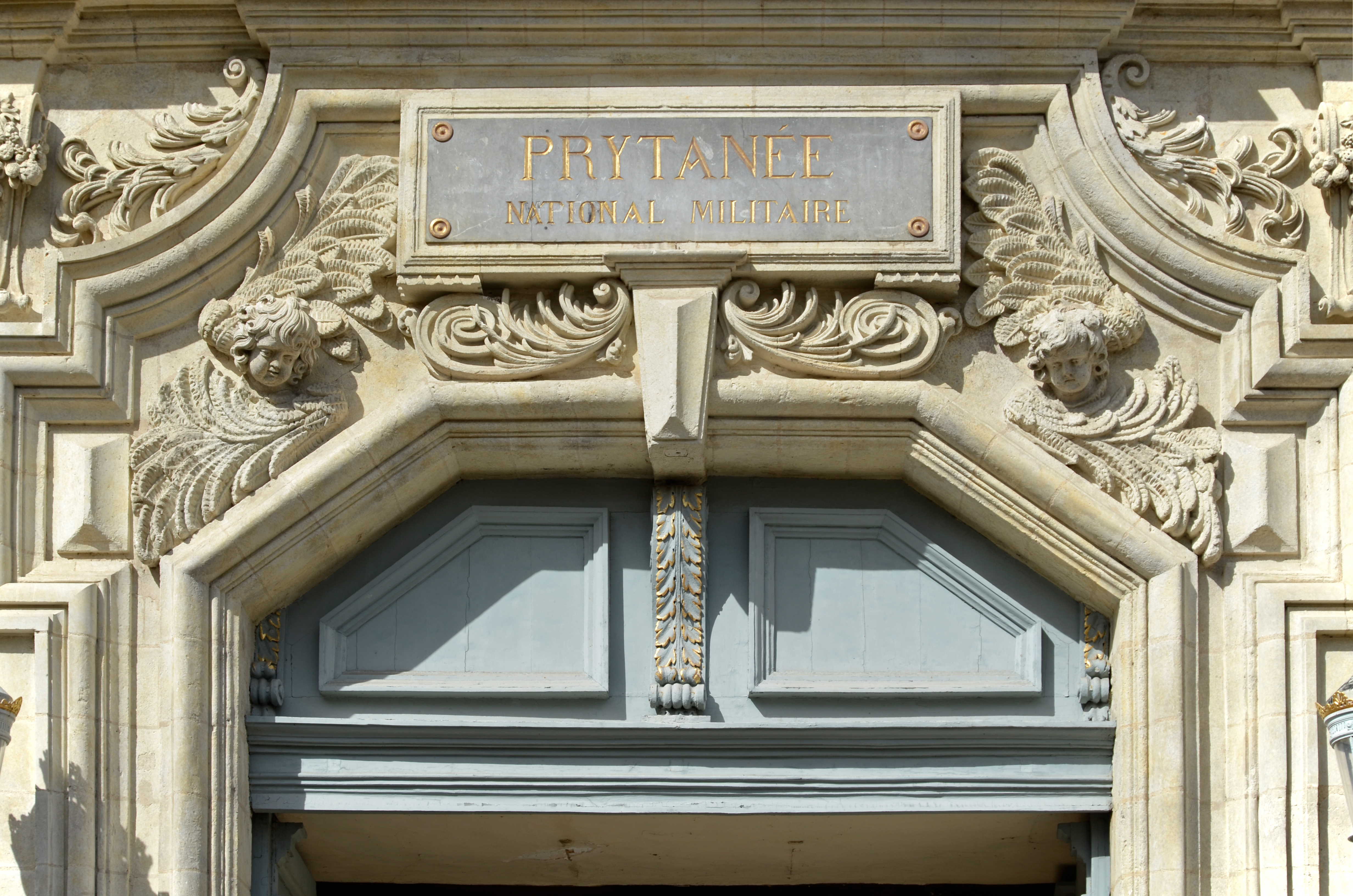
L'inscription du Prytanée sur le portail d'honneur.

Le 6 août 1761, un arrêt du Parlement de Paris ordonne la fermeture des établissements scolaires tenus par les Jésuites. La Compagnie de Jésus est bannie du royaume, les pères sont sécularisés et leurs biens sont vendus. Au début du mois d'avril 1762, les Jésuites quittent le collège et la ville de La Flèche. Désignée dans le but de pourvoir aux charges laissées vacantes après le départ des Jésuites, l'administration municipale fait appel à d'anciens élèves de l'établissement afin de poursuivre les cours. Pendant deux années, le collège est dirigé par l'abbé Donjon, un ancien professeur de philosophie.
En avril 1764, le duc de Choiseul transforme le collège en « École de Cadets », également appelée « École Militaire Préparatoire », destinée à former des élèves dont les plus méritants sont envoyés à l'École militaire de Paris.
En 1776, Claude-Louis de Saint-Germain, ministre de la Guerre disperse les élèves dans des petites écoles royales militaires de province. Quelques mois plus tard, le roi Louis XVI envoie des lettres patentes rétablissant le collège. Celui-ci est désormais confié aux Doctrinaires, qui procèdent à différents travaux d'aménagements jusqu'à la Révolution.
En 1793, une loi supprime les collèges : les Doctrinaires sont expulsés, les élèves licenciés, et les biens matériels sont vendus comme biens nationaux. 

Le 24 septembre 1793, Didier Thirion (député de la Moselle à la Convention nationale), alors représentant en mission dans le département de la Sarthe, fait brûler les reliquaires qui contenaient les cœurs d'Henri IV et de Marie de Médicis. Il écrit au Comité de Salut public :
Je viens de faire brûler sur la place publique les cœurs d'Henri IV et de Marie de Médicis, qui se trouvaient encore exposés à l’idolâtrie du peuple dans l'église du collège de cette ville. [...] J'ai fait voir que ce prétendu bon roi avait fait égorger, dans les horreurs d'une longue guerre civile, des millions de Français, pour soutenir ce qu'il appelait ses droits de naissance. Quant à Médicis, j'ai prouvé que cette Italienne avait fait au moins autant de mal à la France que l'Autrichienne Antoinette.
Un chirurgien, le docteur Charles Boucher, récupère quelques cendres qui sont restituées par ses descendants en 1814. Pendant la Révolution, les bâtiments du collège connaissent de nombreuses utilisations, tour à tour hôpital militaire, siège de l'administration municipale et du district de la Flèche ou encore ateliers, et subissent pillages et dégradations. À partir de 1797, deux anciens professeurs du collège tentent d'entretenir une petite « école centrale supplémentaire », dans une partie des bâtiments,.
La municipalité, souhaitant retrouver son école, sollicite l'empereur Napoléon Ier, qui répond favorablement à la demande. En 1808, le Prytanée militaire est transféré de Saint-Cyr à La Flèche. Quelques mois plus tard, 300 élèves destinés à la carrière des armes intègrent le nouvel établissement. Le Prytanée National Militaire est aujourd'hui l'un des six lycées de la défense.

## Programme d’études

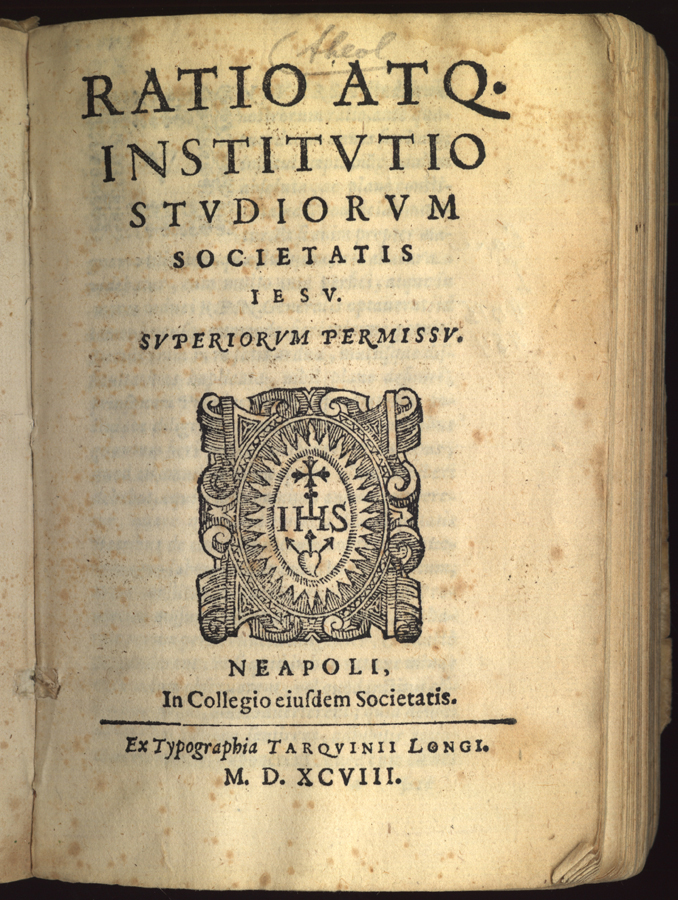
Ratio Studiorum.

Les études au collège de La Flèche suivent les principes du Ratio Studiorum, charte de l'éducation jésuite promulguée en 1599.
Trois années de grammaire, trois années d’humanités et trois années de philosophie. Les classes sont divisées en treize échelons : six consacrées aux lettres latines et grecques, trois à la philosophie et quatre à la théologie. L'enseignement est dispensé en latin ou en grec, et non en français. Comme dans tous les autres établissements jésuites, l'enseignement est gratuit pour tous. Le collège de La Flèche accueille à la fois des élèves internes, logés dans la « cour des pensionnaires », et des élèves externes, qui se logent par leurs propres moyens dans les maisons de la ville.
L'encadrement est nombreux : le collège compte 83 Jésuites en 1611 et jusqu'à 110 au milieu du XVIIe siècle. Avant la fermeture en 1762, l'établissement compte 88 pères, dont 34 professeurs. Le collège de La Flèche devient peu à peu le plus important des collèges Jésuites après le collège de Clermont à Paris, et les échanges de professeurs entre les deux établissement sont assez fréquents. Michel Le Tellier, confesseur de Louis XIV, ou encore Georges Fournier, auteur d'un traité d'hydrographie, sont parmi les plus éminents professeurs ayant enseigné à La Flèche, ce qui fait écrire au philosophe René Descartes, pensionnaire de 1607 à 1615, « J’étais dans l’une des plus célèbres écoles de l’Europe ».

## Influence religieuse et missionnaire
Avec sa centaine de Jésuites et son millier d'élèves, l'influence du collège s'étend rapidement à La Flèche, dans une ville qui compte à peine plus de 5 000 habitants au début du XVIIIe siècle. L'influence religieuse de l'établissement entraîne l'installation en ville de plusieurs autres couvents, dont les Jésuites fournissent parfois les confesseurs ou les formateurs, et qui valent à la cité d'être surnommée la « Sainte-Flèche »
Le centre intellectuel fléchois a également une grande influence missionnaire, principalement dans les colonies américaines. Nombreux sont les Jésuites revenant de mission ou sur le point d'y partir qui séjournent à La Flèche : Jérôme Lalemant, évangélisateur des Hurons, est nommé recteur du collège entre 1656 et 1659, Pierre-François-Xavier de Charlevoix meurt à La Flèche alors qu'il rédige son Histoire de la Nouvelle-France, tandis que François de Montmorency-Laval, premier évêque de Québec, est élève du collège pendant quelques années. Il en est de même pour les mathématiciens Joachim Bouvet et Jean de Fontaney, entrés au service de l'empereur Kangxi et venus se retirer à La Flèche après leur périple en Chine.
Cette influence entretient l'enthousiasme des élèves pour les nouveaux pays et suscite d'autres vocations missionnaires. Élève du collège entre 1608 et 1617, le fléchois Jérôme Le Royer de La Dauversière, se passionne pour les récits des pères rentrés de Nouvelle-France, comme ceux d'Énemond Massé. Cet enseignement est déterminant pour celui qui, à partir de 1630, consacre sa vie à la création de la Compagnie des Cent-Associés qui fonde Ville-Marie, aujourd'hui devenue Montréal.
À partir de 1651, les missions d'Amérique méridionale et des Antilles sont directement rattachées à La Flèche pour être gouvernées par le recteur du collège.

## Personnalités liées au collège

### Encadrement du collège
| - Jérôme Lalemant, missionnaire évangélisateur des Hurons, recteur du collège entre 1656 et 1659. - Jean Chastelier, recteur du collège jusqu'en 1630. - Jean Bagot, théologien. - Joseph de Jouvancy, professeur de rhétorique. - Jacques Longueval, professeur de grammaire et d'humanités. - Étienne Noël, théologien catholique et grammairien. - Énemond Massé, missionnaire en Acadie. - Joachim Bouvet, mathématicien missionnaire en Chine, au service de l'empereur Kangxi. - Jean de Fontaney, mathématicien missionnaire en Chine. | - Georges Fournier, géographe, hydrographe et mathématicien. - Pierre-François-Xavier de Charlevoix, historien missionnaire au Canada. - Michel Le Tellier, confesseur de Louis XIV. - Antoine Girard, écrivain et traducteur. - Jean-Baptiste Gresset, poète et dramaturge. - Thomas Gouye, astronome et linguiste. - Hyacinthe Robillard d'Avrigny, historien. - François-Joseph Desbillons, fabuliste et poète. |

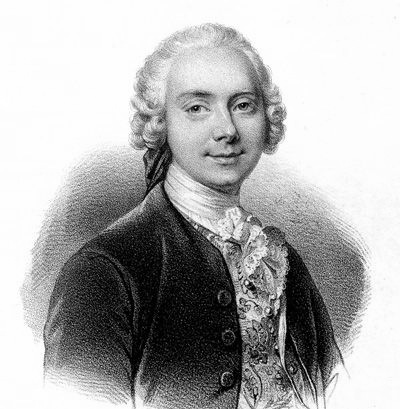
Jean-Baptiste Gresset
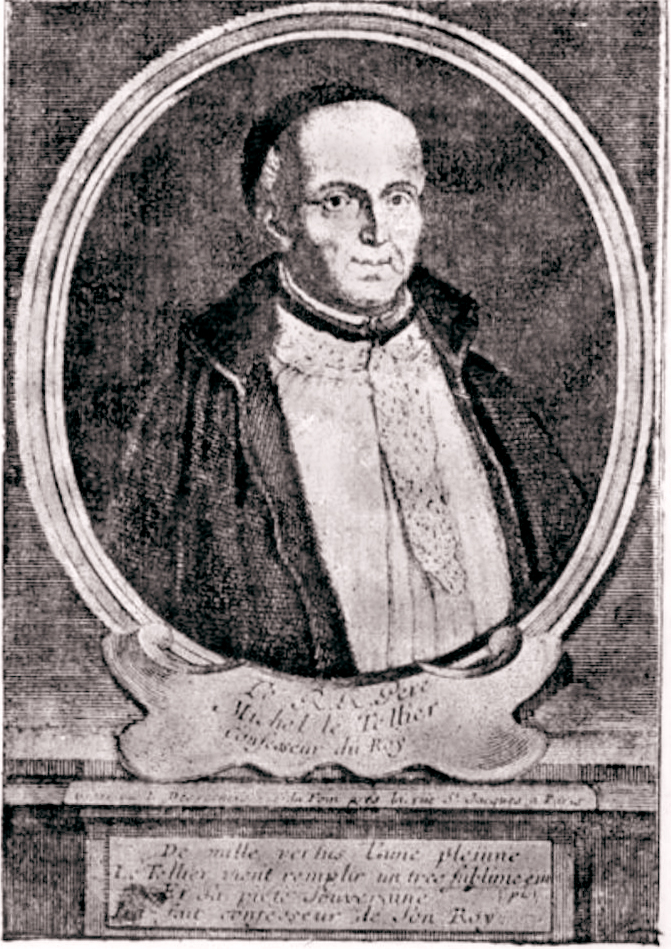
Michel Le Tellier
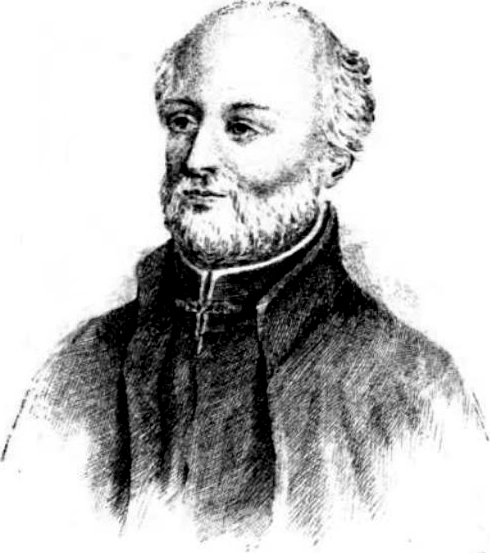
Pierre-François-Xavier de Charlevoy

### Anciens élèves
| - René Descartes, philosophe, auteur du Discours de la méthode. - Jérôme Le Royer de La Dauversière, fondateur de la congrégation des Hospitalières de Saint-Joseph et de Ville-Marie, actuelle Montréal. - Charles de Schomberg, maréchal et pair de France. - Pierre Séguier, magistrat sous Louis XIV. - Marin Mersenne, érudit, mathématicien, auteur des premières lois sur l'acoustique. - Joseph Sauveur, musicologue. - Pierre de Marbeuf, poète. - Julien Maunoir, missionnaire et prédicateur dans les campagnes bretonnes. - Jacques Vallée Des Barreaux, poète libertin et épicurien. - Jean Picard, astronome et géodésien, le premier à calculer le rayon de la Terre de façon précise. - Jean-Baptiste Budes de Guébriant, maréchal de France. - Louis de Nogaret, archevêque de Toulouse et lieutenant général des armées du roi. - François Louis Rousselet de Châteaurenault, officier de marine, maréchal de France. | - abbé Prévost, romancier, historien et homme d'église. - François de Montmorency-Laval, premier évêque de Québec. - Pierre Cholonec, missionnaire, administrateur des Premières nations du Canada. - Louis François Henri de Menon, marquis de Turbilly, agronome. - Jacques Fitz-James de Berwick, fils de Jacques II Stuart et maréchal de France. - Jean-Charles de Borda, physicien, mathématicien, politologue et navigateur. - Alexandre-Angélique de Talleyrand-Périgord, cardinal, archevêque de Paris et député aux États généraux de 1789. - Charles François d'Aviau du Bois de Sanzay, archevêque de Bordeaux puis de Vienne. - Jacques Ruël, théologien. - Claude-Emmanuel Lhuillier, poète. - Louis Henri de Pardaillan de Gondrin, archevêque de Sens. - Gabriel Calloet-Kerbrat, agronome. - Jean Dussaulx, disciple de Jean-Jacques Rousseau. - David Hume, philosophe. - François René Charles Treton de Vaujuas (1761-1788), élève de 1771 à 1775. Officier de la Marine, membre de l'expédition de La Pérouse |

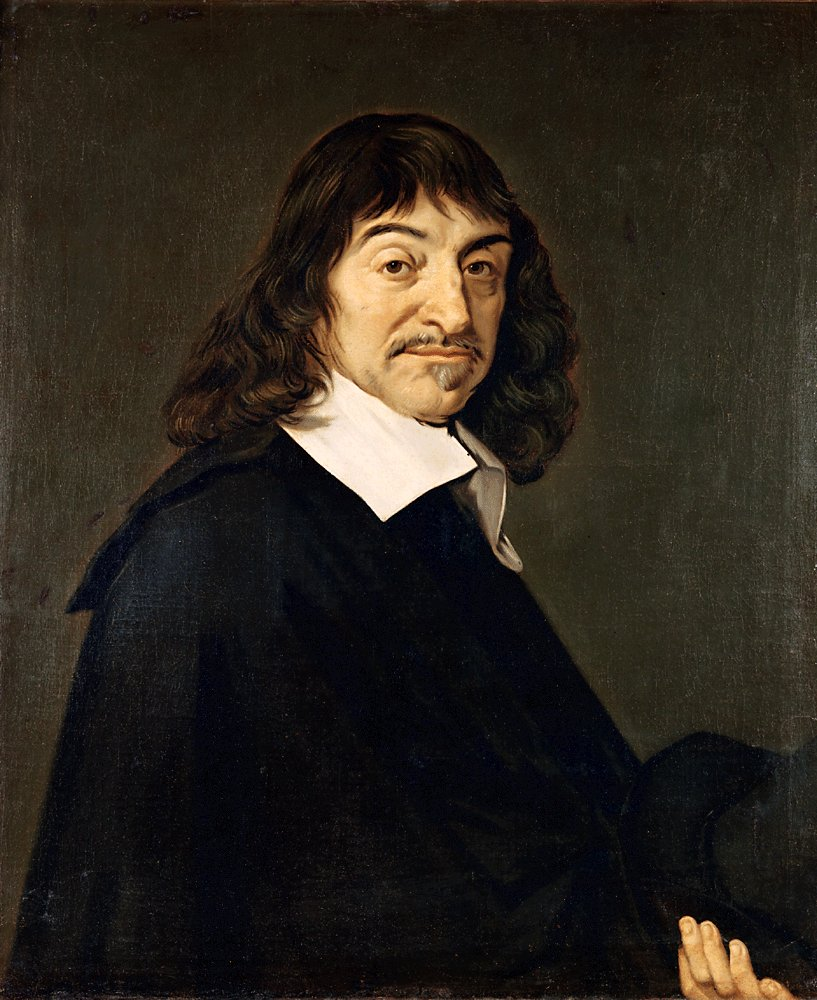
René Descartes
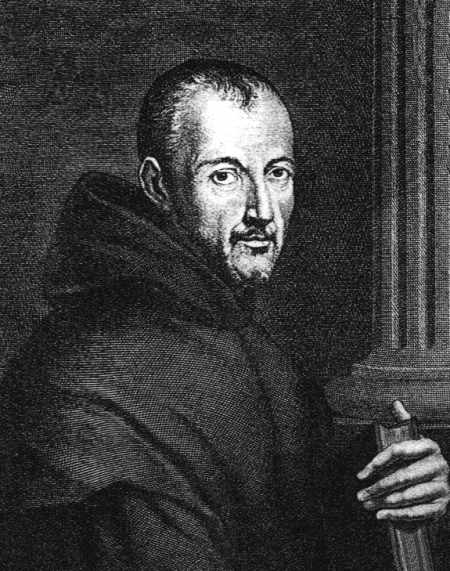
Marin Mersenne
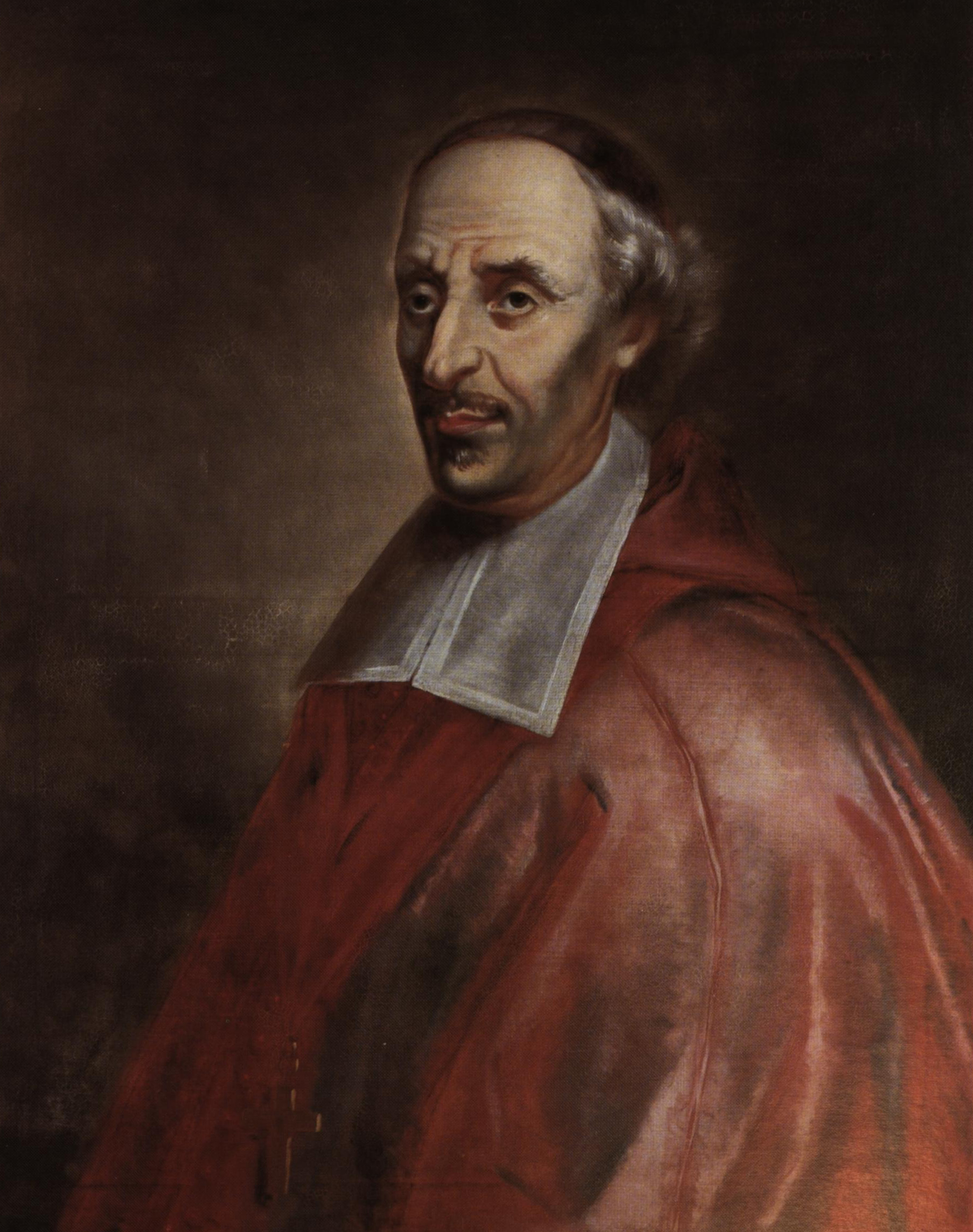
François de Montmorency-Laval
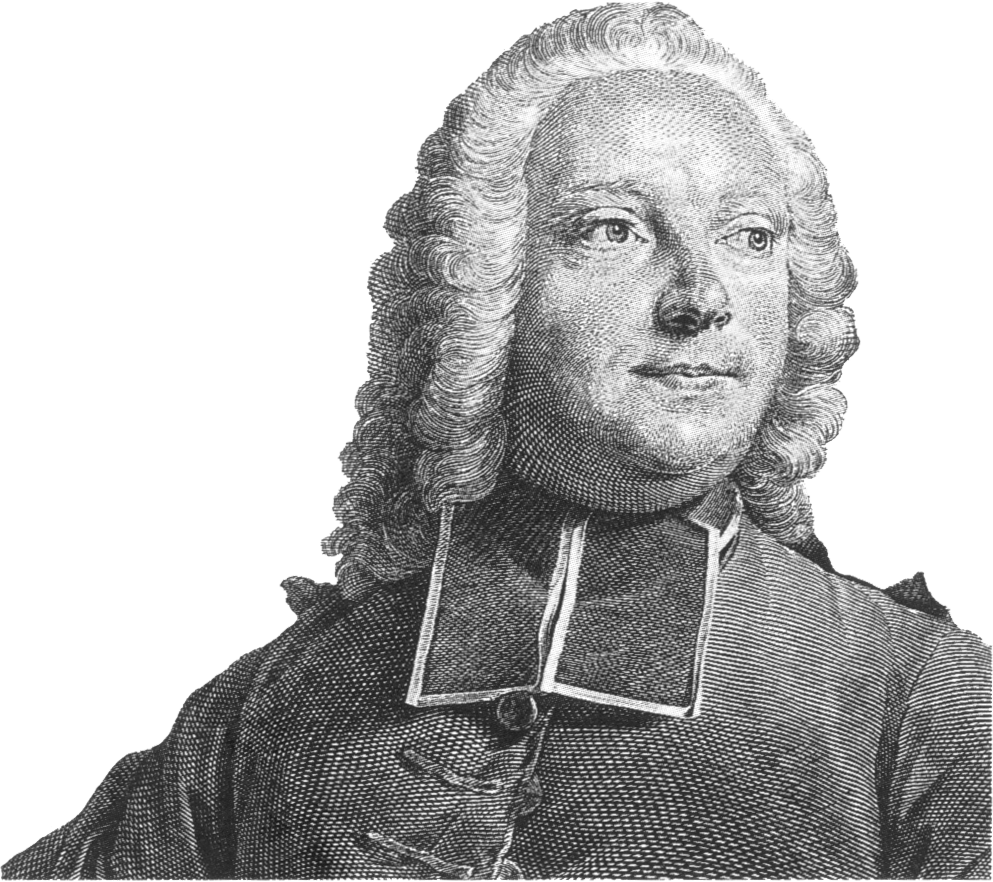
L'abbé Prévost
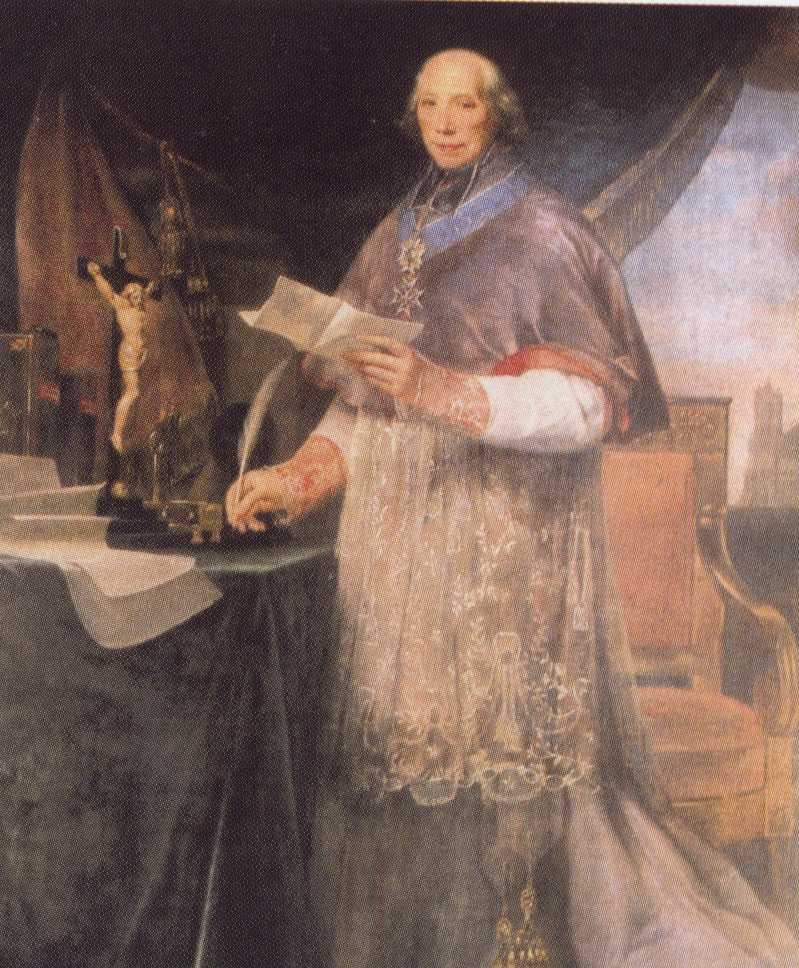
Alexandre-Angélique de Talleyrand-Périgord